# Lloyd McLean
Lloyd Ivor Barrington McLean (Kingston, 24 agosto 1947 – 25 agosto 2017) è stato un calciatore giamaicano, di ruolo attaccante.

## Biografia
Era figlio di Joyce e Clovis McLean, ed era il più vecchio di quattro fratelli; ha sposato, prima di trasferirsi a Boston, Georgia Hamilton, da cui ha avuto quattro figli.
Laureatosi negli Stati Uniti d'America nel 1975, poco dopo ha una crisi che gli procura una malattia mentale che lo accompagnerà per il resto della vita.

## Carriera

### Club
Si forma nel Kingston College, ove oltre al calcio si dedica al cricket e all'atletica leggera.
Nel 1968 si trasferisce nel Massachusetts per venire ingaggiato dagli statunitensi del Boston Beacons, con cui disputa la prima edizione della North American Soccer League. McLean con i Beacons chiuse la stagione al quinto ed ultimo posto della Atlantic Division. Durante la sua militanza con i bostoniani si fa notare in una amichevole, disputata l'8 luglio 1968, contro il Santos di Pelé, in cui McLean si fece notare per una bella rete, tanto da ricevere i complimenti dell'O Rei.
Terminata l'esperienza nella NASL si iscrive alla Long Island University e lascia il calcio professionistico.

### Nazionale
McLean venne convocato la prima volta nella nazionale di calcio della Giamaica nel 1963.
Ha disputato tre incontri delle qualificazioni ai mondiali 1966, conclusesi al terzo ed ultimo posto del girone finale del gruppo CONCACAF.
Nell'agosto 1965 è convocato per gli incontri d'esibizione dell'Independence Football Festival.

## Statistiche

### Cronologia presenze e reti in Nazionale
| Cronologia completa delle presenze e delle reti in nazionale ― Giamaica | Cronologia completa delle presenze e delle reti in nazionale ― Giamaica | Cronologia completa delle presenze e delle reti in nazionale ― Giamaica | Cronologia completa delle presenze e delle reti in nazionale ― Giamaica | Cronologia completa delle presenze e delle reti in nazionale ― Giamaica | Cronologia completa delle presenze e delle reti in nazionale ― Giamaica | Cronologia completa delle presenze e delle reti in nazionale ― Giamaica | Cronologia completa delle presenze e delle reti in nazionale ― Giamaica |
| Data                                                                    | Città                                                                   | In casa                                                                 | Risultato                                                               | Ospiti                                                                  | Competizione                                                            | Reti                                                                    | Note                                                                    |
| ----------------------------------------------------------------------- | ----------------------------------------------------------------------- | ----------------------------------------------------------------------- | ----------------------------------------------------------------------- | ----------------------------------------------------------------------- | ----------------------------------------------------------------------- | ----------------------------------------------------------------------- | ----------------------------------------------------------------------- |
| 7-5-1965                                                                | Città del Messico                                                       | Messico                                                                 | 8 – 0                                                                   | Giamaica                                                                | Qual. Mondiali 1966                                                     | -                                                                       |                                                                         |
| 11-5-1965                                                               | San José                                                                | Costa Rica                                                              | 7 – 0                                                                   | Giamaica                                                                | Qual. Mondiali 1966                                                     | -                                                                       |                                                                         |
| 22-5-1965                                                               | Kingston                                                                | Giamaica                                                                | 1 – 1                                                                   | Costa Rica                                                              | Qual. Mondiali 1966                                                     | -                                                                       |                                                                         |
| Totale                                                                  |                                                                         | Presenze                                                                | 3                                                                       |                                                                         | Reti                                                                    | 0                                                                       |                                                                         |